# (5402) Kejosmith
(5402) Kejosmith (1989 UK2) – planetoida z pasa głównego asteroid okrążająca Słońce w ciągu 2,93 lat w średniej odległości 2,05 j.a. Odkryta 27 października 1989 roku.